# سباستین ریکولم
سباستین ریکولم (انگلیسی: Sebastián Riquelme؛ زادهٔ ۲۸ سپتامبر ۱۹۹۶) بازیکن فوتبال است.
از باشگاه‌هایی که در آن بازی کرده‌است می‌توان به باشگاه فوتبال دانوبیو اشاره کرد.